# Campora San Giovanni
Pour les articles homonymes, voir Campora (homonymie).
 (juillet 2015).
Le contenu est difficilement compréhensible vu les erreurs de traduction, qui sont peut-être dues à l'utilisation d'un logiciel de traduction automatique.
 (avril 2024).
Si vous disposez d'ouvrages ou d'articles de référence ou si vous connaissez des sites web de qualité traitant du thème abordé ici, merci de compléter l'article en donnant les références utiles à sa vérifiabilité et en les liant à la section « Notes et références ».

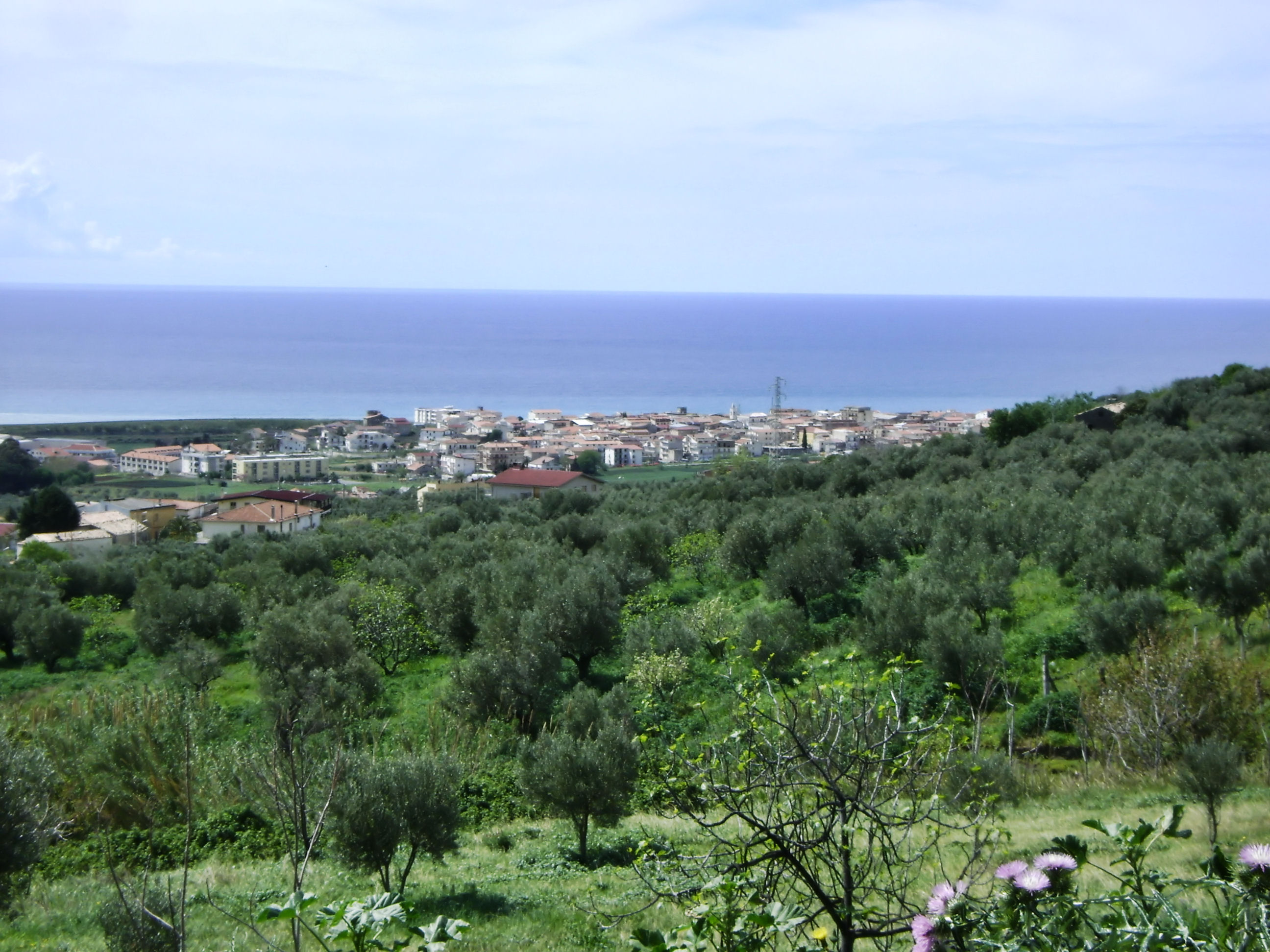
Le village de Campora San Giovanni en 2009 avec la vue de la flore locale.

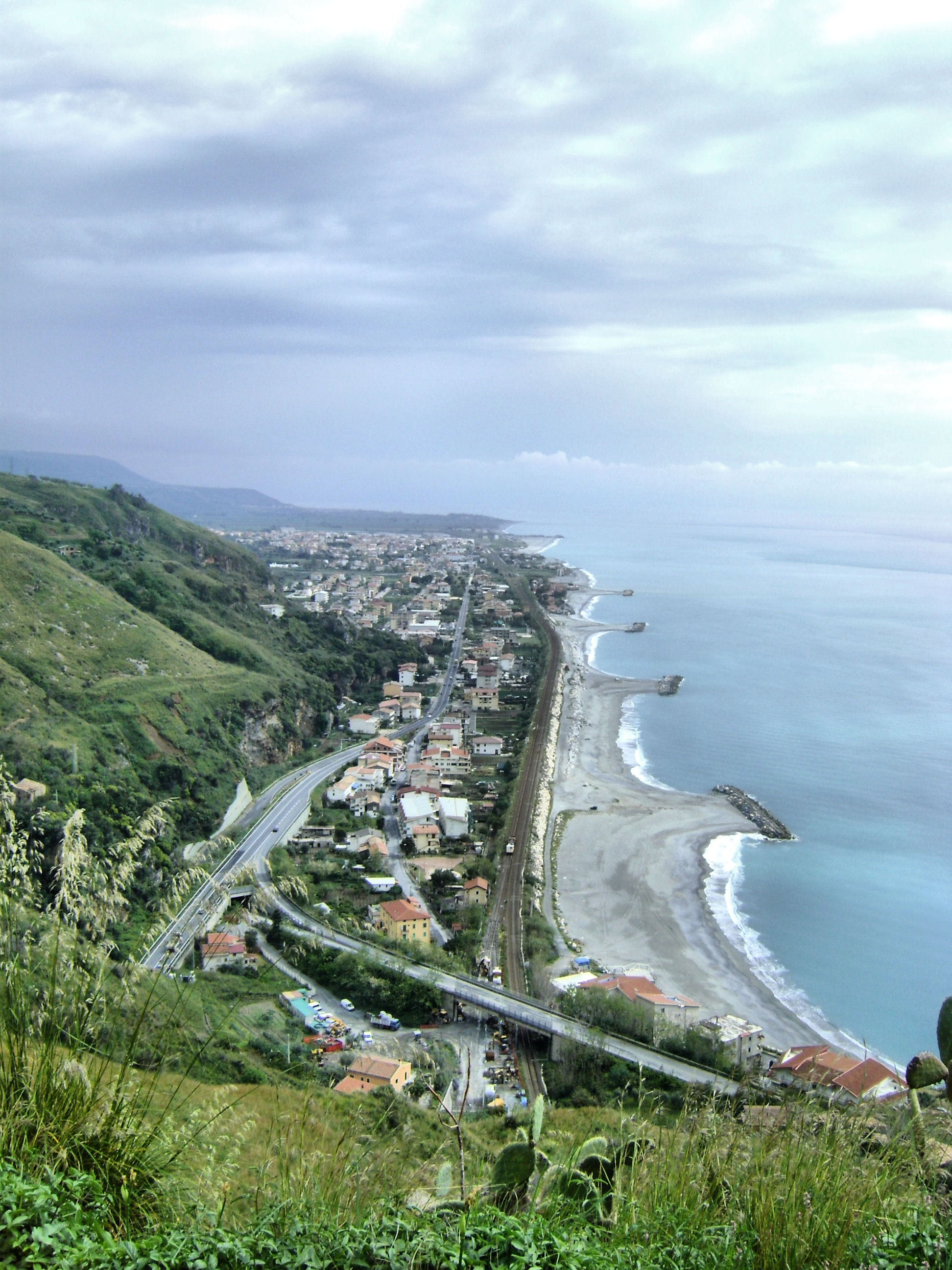
Panorama de Campora San Giovanni vue par le quartier Strìttùrì.

Campora San Giovanni  (Campura San Giuvanni ou Campura Santu Janni, dans la vieille écriture du dialecte camporais) est une frazione de la commune d'Amantea dans la province de Cosenza, à côté de la province de Catanzaro en Calabre (Italie). 
Sa population est de 7 340 habitants[Quand ?].

## Géographie
Campora se situe sur le littoral de la mer Tyrrhénienne et s'est développée à partir des années 1950 sur un petit plateau qui domine la plage. Les collines alentour sont exploitées pour la production de vin et d'huile de bonne qualité. Depuis cette colline, on peut observer le golfe de Lamezia Terme et par temps clair, le volcan Stromboli avec son panache de fumée. Depuis le port de Campora, on atteint rapidement les îles Éoliennes.

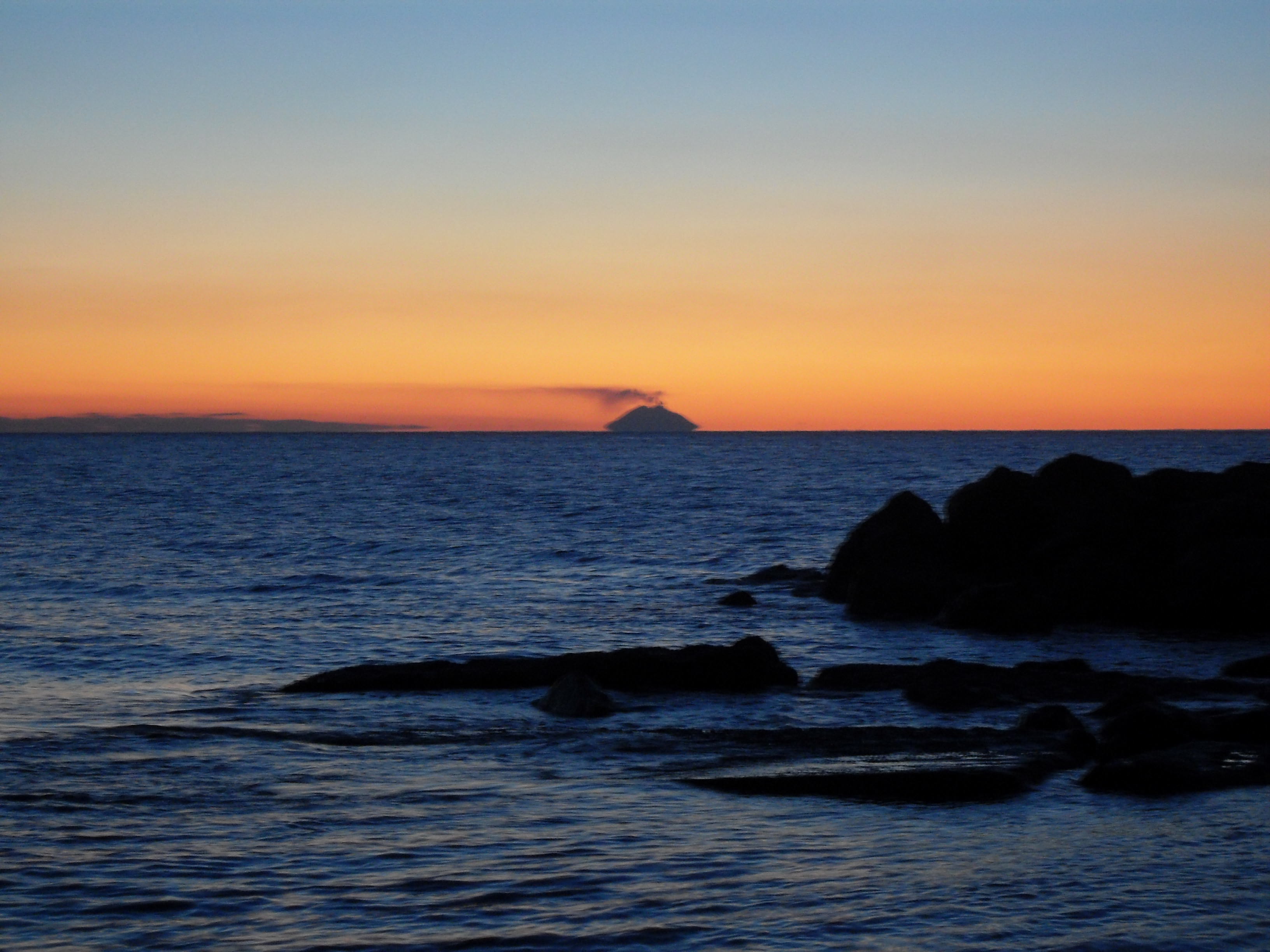
Le volcan Stromboli vu de la baie de Campora San Giovanni.

### Climat
| Mois                              | jan. | fév. | mars | avril | mai | juin | jui. | août | sep. | oct. | nov. | déc. | année |
| --------------------------------- | ---- | ---- | ---- | ----- | --- | ---- | ---- | ---- | ---- | ---- | ---- | ---- | ----- |
| Température minimale moyenne (°C) | 6    | 6    | 9    | 12    | 15  | 19   | 22   | 22   | 20   | 16   | 13   | 10   | 16    |
| Température maximale moyenne (°C) | 14   | 14   | 16   | 18    | 23  | 27   | 30   | 30   | 27   | 23   | 19   | 16   | 23    |
| Précipitations (mm)               | 71   | 65   | 59   | 44    | 25  | 12   | 5    | 13   | 41   | 98   | 94   | 80   | 610   |

## Économie
L’économie de Campora San Giovanni repose essentiellement sur l’agriculture et le tourisme. Depuis le milieu du XXe siècle, la culture de l’oignon rouge de Tropea s’est développée et celui-ci est, aujourd’hui, apprécié dans toute l’Italie. Ce produit est également exporté avec succès et a contribué à donner une impulsion significative à l’économie locale.
Les activités commerciales sont facilitées par une bonne position géographique qui permet à Campora San Giovanni de bénéficier d’un système enviable de voies de communication : chemin de fer, la route nationale SS 18, l'autoroute A2 qui relie Salerne à Reggio de Calabre et l’aéroport proche de Lamezia Terme, à seulement 25 km.
Depuis 1985, Campora San Giovanni est une destination touristique connue qui propose des infrastructures propres à satisfaire les besoins de cette industrie : village touristique, agrandissement de plages privées, création du port en 2003 sous l'égide de la région et de la commune d'Amantea.

## Monuments
Compte tenu que la population est d'environ 7 000 habitants, une nouvelle église a été construite.
Une tour aux dimensions respectables datant du XIVe siècle est l’unique construction d'intérêt historique. La partie supérieure de la tour est ornée de corbeaux en couronne. Une tour de ce type a pour nom U Turriune en dialecte local.
Le port (2002) et la piazza San Francesco da Paola (2003) sont des réalisations récentes. La piazza porte le nom du saint qui est fêté le 3 septembre. À l’occasion de cette fête qui rassemble de nombreux fidèles de tous les environs, se déroule une procession au cours de laquelle la statue du saint est portée sur les épaules, à travers les rues du bourg.

## Quartiers
Les quartiers suivants composent le territoire de Campora San Giovanni:
- Augurato
- Carratelli
- Cologni
- Cozza
- Cuccuvaglia
- Fravitte
- Gallo (zone méridionale)
- Imbelli
- Marano
- Marinella
- Mirabelli
- Oliva
- Piana Cavallo
- Piana Mauri
- Principessa
- Ribes
- Rubano
- Strìttùrì
- Villanova
- Amantea ( quartier principal )

## Histoire

### Histoire ancienne
Dans l'Antiquité, la zone était siège de deux petites villes de la Grande Grèce :
- Temesa, allié de Sibari. Il correspond plus ou moins aux voisinages courants de Carratelli et Imbelli ; juste à Imbelli, aux confins avec Serra d'Aiello, les restes de constructions de l'époque grecque ont été retrouvés ;
- à quelque distance, la ville de Klethe (dans le voisinage de Principessa aux confins de Savuto de Cleto), a été habitée par une princesse (d'où le nom du voisinage homonyme) Amazonia, alliée de Crotone, hostile à la cause de Sibaritedes.

Victimes d'incursions des pirates, les deux villes rivales ont été détruites et les populations se sont réfugiées sur les montagnes, y construisant des bâtiments sur des rochers escarpés. Le territoire, toujours sujet à conquêtes, a vu parmi autres Grecs, Romains, les plusieurs peuples barbares et Normands au cours des siècles..

### Moyen Âge
On retrouve des vestiges petits et rares du Moyen Âge. La région était aussi le quartier général de l'émir Mouhammad Abdul al-Zimzim qui y a établi son quartier général en vue de l'invasion d'Amantea (appelée un temps Clampetia). La période arabe a été très courte, jusqu'à l'arrivée des Byzantins, remplacés quelques siècles plus tard par les Normands. Avec les Normands ont commencé les premières fortifications des points de contrôle et la construction de beffrois : on est mis dans la frazione confinant de Coreca, l'atra est appelé localement « U Turriune » est près de le quartier Fravitte et n'est pas distant du centre civique avec vue sur la mer. Avec l'arrivée des Anjou et successivement des Aragonaises ceux, par conséquent sous le royaume de Naples, le territoire perd importance qui cède la partie relative à Amantea proches et les régions adjacentes ondulées. De léger pas aussi un coin totalement manquant de culture hébraïque pour les 1492, année de la découverte de l'Amérique et année dans cela à cause de Reconquista espagnole, roi Ferdinand le Catholique, a envoyé Ensemble l'expulsion ou conversion des Juifs de tous les Territoires de la couronne de Castille et Aragon.

### Histoire moderne
Après une période d'obscurité historique, il commence une réévaluation du territoire grâce à des propriétaires terriens nobles, dans une grande partie d'Amantea, autour des 1600-1700, mais avec origines des nombreuses régions de la Couronne de Naples. En effet, tous les voisinages courants ont, en grande majorité, les noms des vieux propriétaires des terriens. Dans les 1730, le Marquis Francesco Maria Cozza, noble sicilien d'origine, le parent du peintre homonyme, construction fait sur une terre qu'aujourd'hui est le voisinage qui prend son nom, une soierie ayant ajouté la culture des vers de soie, plus d'une chapelle dédiée à saint Jean-Baptiste (dans vieux dialecte Santu Janni), la soierie ayant aussi des quartiers généraux de la Maçonnerie et si même pour le temps du dossier, il y a aussi dans Augurato avoisinant imprime aussi du pas d'architecture du XVIIIe siècle grâce à un sculpteur local Vincenzo Torchia, de Nocera Terinese. Dans les 1756, de manière inexpliquable, le sedería met fin à son activité et la région tombe dans l'obscurité pendant 130 ans.

### Histoire actuelle
Le noyau de l'actuel Campora était subdivisé jusqu'en 1876, entre les communes actuelles d'Amantea, Aiello Calabro et Nocera Terinese. En 1877, ils commencèrent les premières grosses vagues migratoires des pays limitrophes, (Cleto, Nocera Terinese, Aiello Calabro, Belmonte Calabro, Lago, Longobardi, mais gens provenant arrivèrent de la Bavière et de l'empire d'Autriche-Hongrie, quelques-uns comme commerçants ou npble caute en disgrâce[incompréhensible]. Il s'agissait de peu cas, entre eux il y avait le baron Johann-Paschalis von Tief qui, en 1856, changea son nom en Pasquale Chieffa Sr.), un noble aux origines tyroliennes qui tenta de racheter la chance perdue par ses aïeux. En travaillant dans la viticulture dans la zone du Savuto, il réussit à faire chance et à former le noyau premier de Campora San Giovanni, merci aussi à l'aide des deux grands propriétaires fonciers de l’époque : les marquis Cavallo et Mauri.

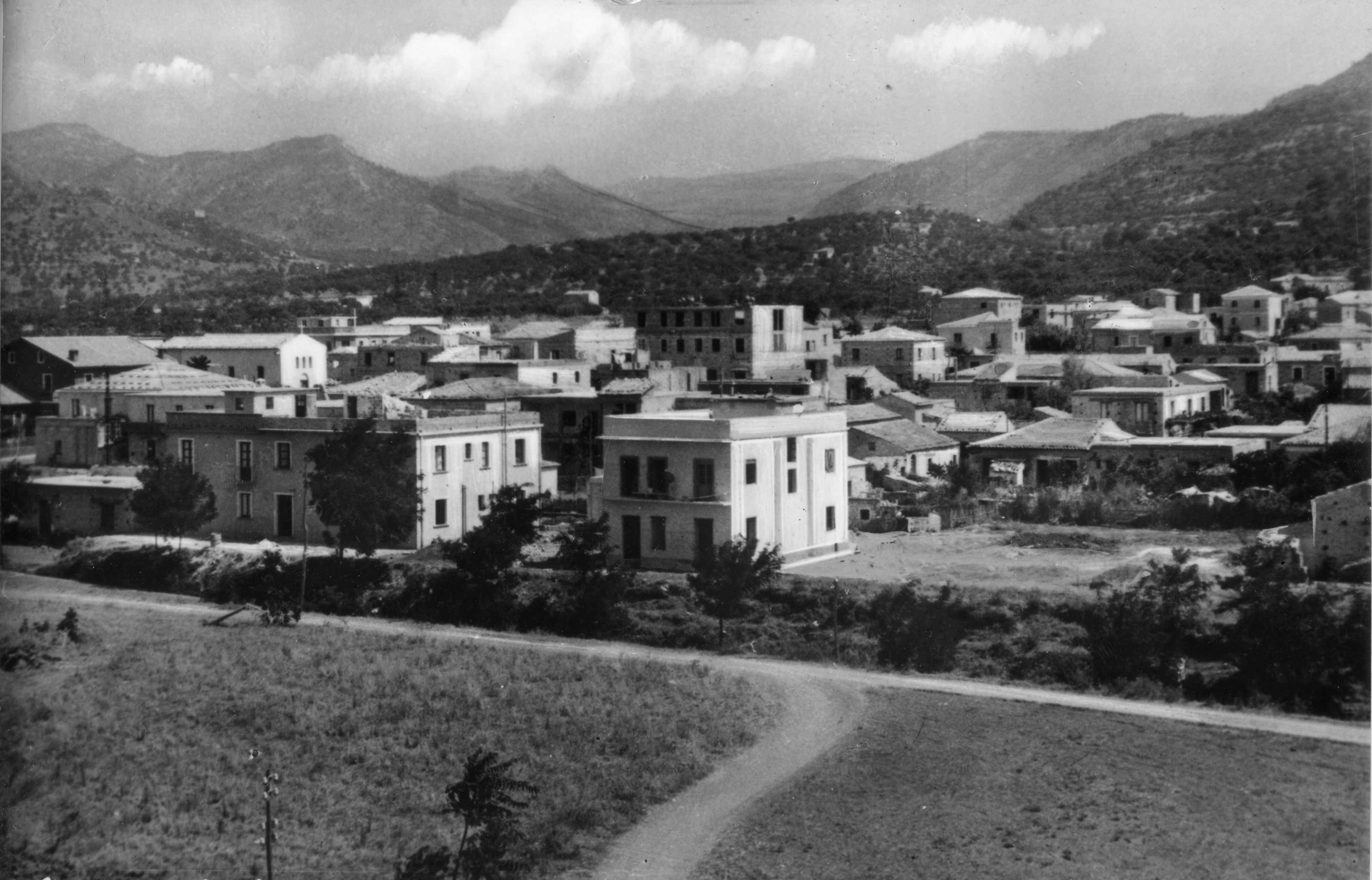
Panorama de Campora San Giovanni dans une photo des années 1960, à partir de la vue aérienne de la baie de Campora San Giovanni.

Dans les vingt ans à suivre, ils commencèrent les nouvelles grosses vagues migratoires des monts à la marine. En 1898 à Amantea, il acheta de ses voisins le territoire de Campora San Giovanni. La population participa à la Première Guerre mondiale activement. Pendant la période du fascisme, le territoire eut des nouvelles bonifications.
Au début de la Seconde Guerre mondiale, beaucoup de camporaises partirent pour servir la patrie de nouveau. En 1943, le pays fut bombardé par les alliés, restent aussi traces dans la zone Augurato et 50 camporaises ils furent tués par les nazis pendant leur retraite, pour montrer lequel ce fut la fin destinée aux traîtres. Campora a eu seulement un partisan : Angelo Vadacchino, qu'il lutta dans les alentours de Florence et il fut confiné au Prato, il sortit en se faisant passer pour fou. Comme à plusieurs endroits en Italie, entre les années 1950 et 1980 du XXe siècle nombreux Camporais émigrèrent en quête de chance, de la Nord Italie au Venezuela et en Nouvelle-Zélande : on estime qu'ils partirent au moins 7 000 gens en moins de 30 ans.
Dans les années 1950, commença le boom économique de Campora San Giovanni, qui se continua pendant un espace de quinze ans, soit avec le développement de structures hôtelier-maritimes, soit avec le boom de l'oignon rouge des coopératives agricoles différentes. De l'effondrement du mur de Berlin on est assisté à l'arrivée de nouvelles grosses vagues migratoires de l'Europe orientale, d'où le manœuvres vient pour l'agriculture (femmes) et pour le secteur de bâtiment (hommes), récent c'est l'arrivée de petites communautés chinoises, Arabe-maghrebine et Indiennes.

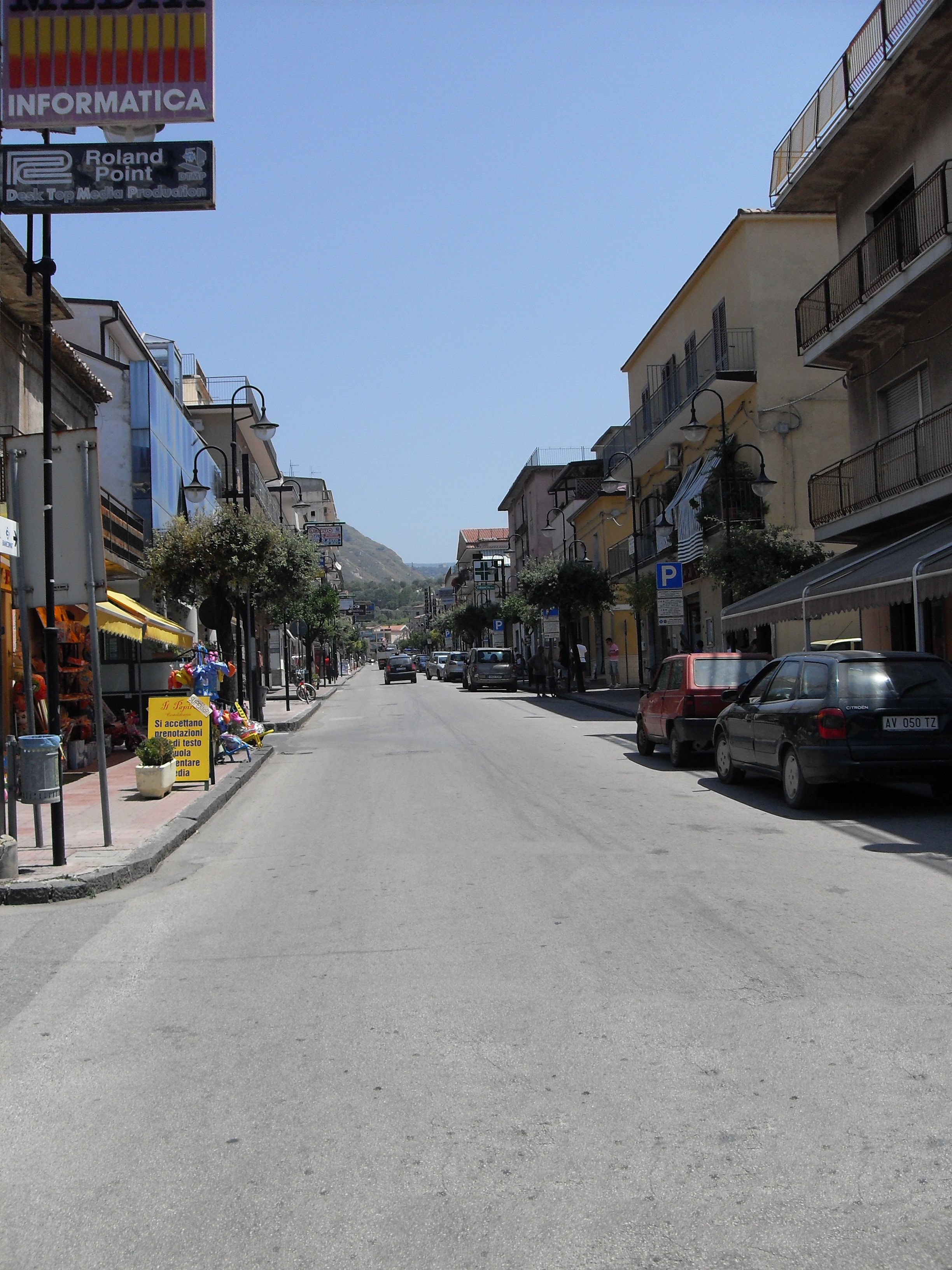
Une vue de Corso Italia, le Cœur de la ville.

## Culture locale

### Endroits d'intérêt

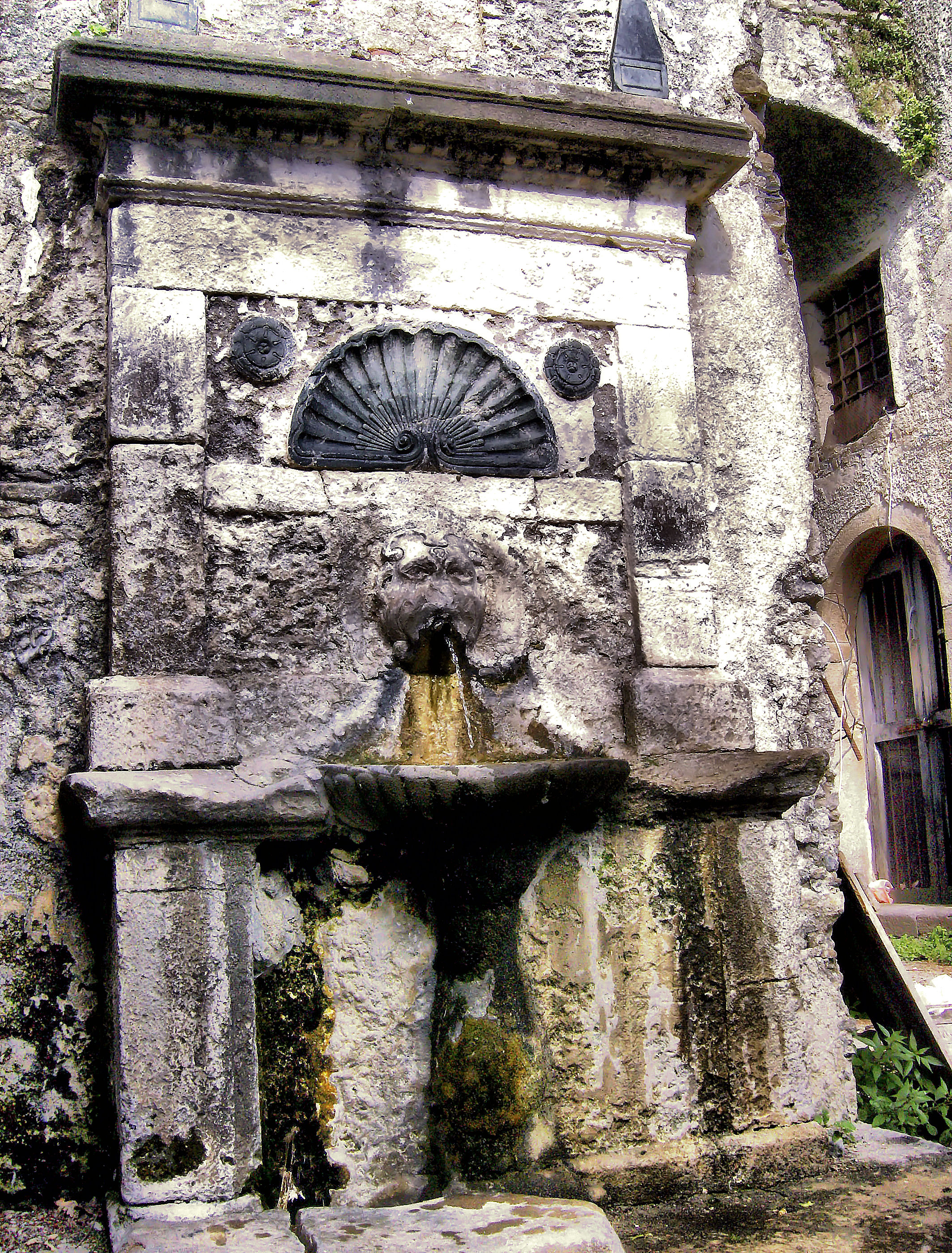
La Funtana du Peshcaru (la Fontaine de la Poupée) à Augurato.

Une tour de dimensions considérables risalente au XIVe siècle est la seule construction de valeur historique. La partie supérieure de la tour est ornée par étagères de couronnement. Telle tour est dénommée dans le dialecte local U Turriune.
.

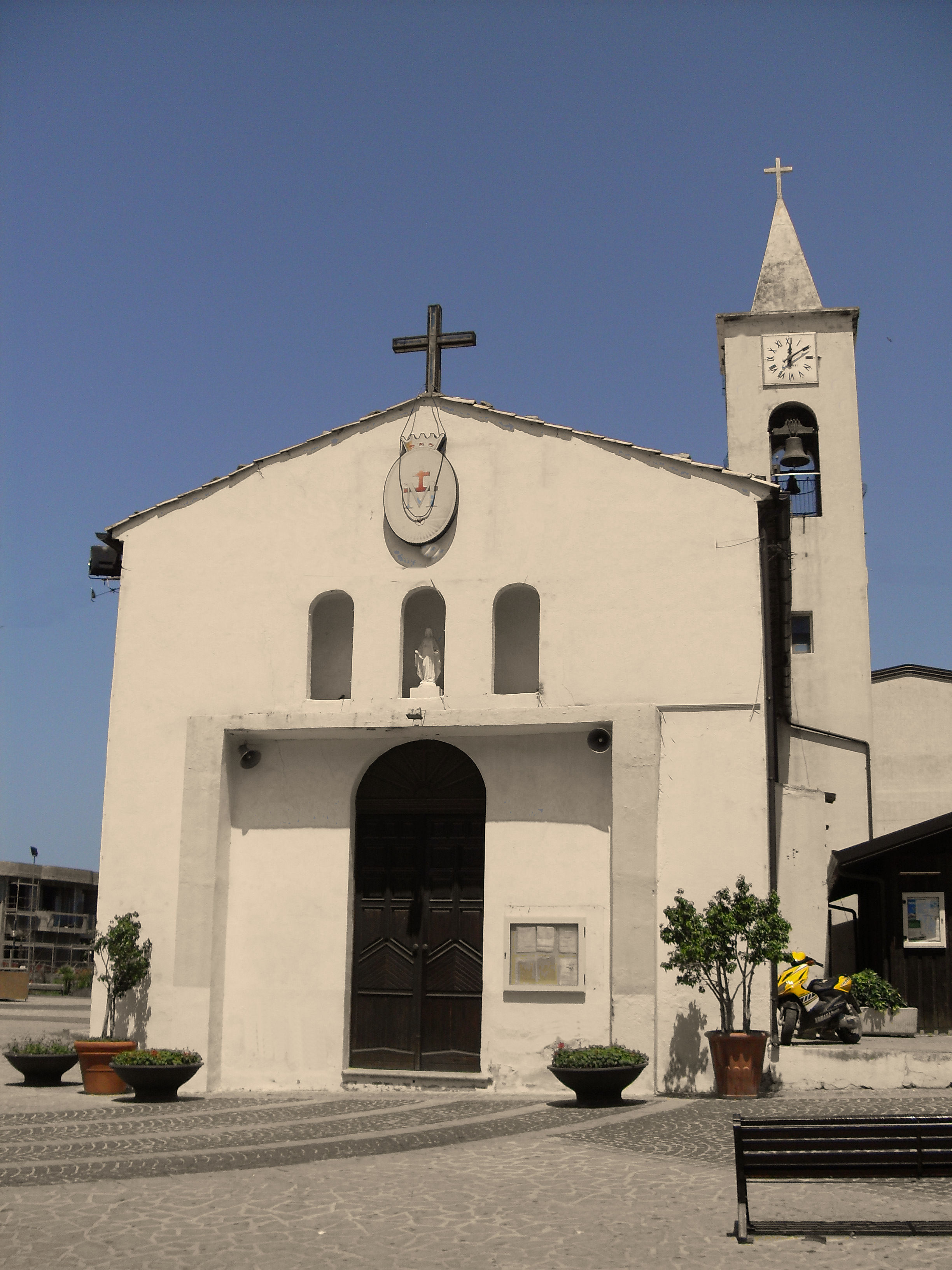
L'église de Saint Pierre Apôtre, église principale dans une photo d'été.

L'église de Santa Filomena à Augurato avec la relative « Funtana du Peshcaru ». Il y a aussi * église de Sainte-Anne à Mirabelli où sont conservés des missels du XVIIe siècle.
De réalisation récente ils sont par contre le port, 2002 et la place "San Francesco di Paola", 2003, dédiée au patron saint homonyme qu'il est fêté depuis 1er au 3 septembre. Dans le cadre de cette fête, qu'il rappelle fidèle des pays environnants, il se déroule une procession où plat vient en épaule la statue de la longueur sainte les voies du pays, parfois aussi avec un chariot orné de fleurs et ancien-vote.

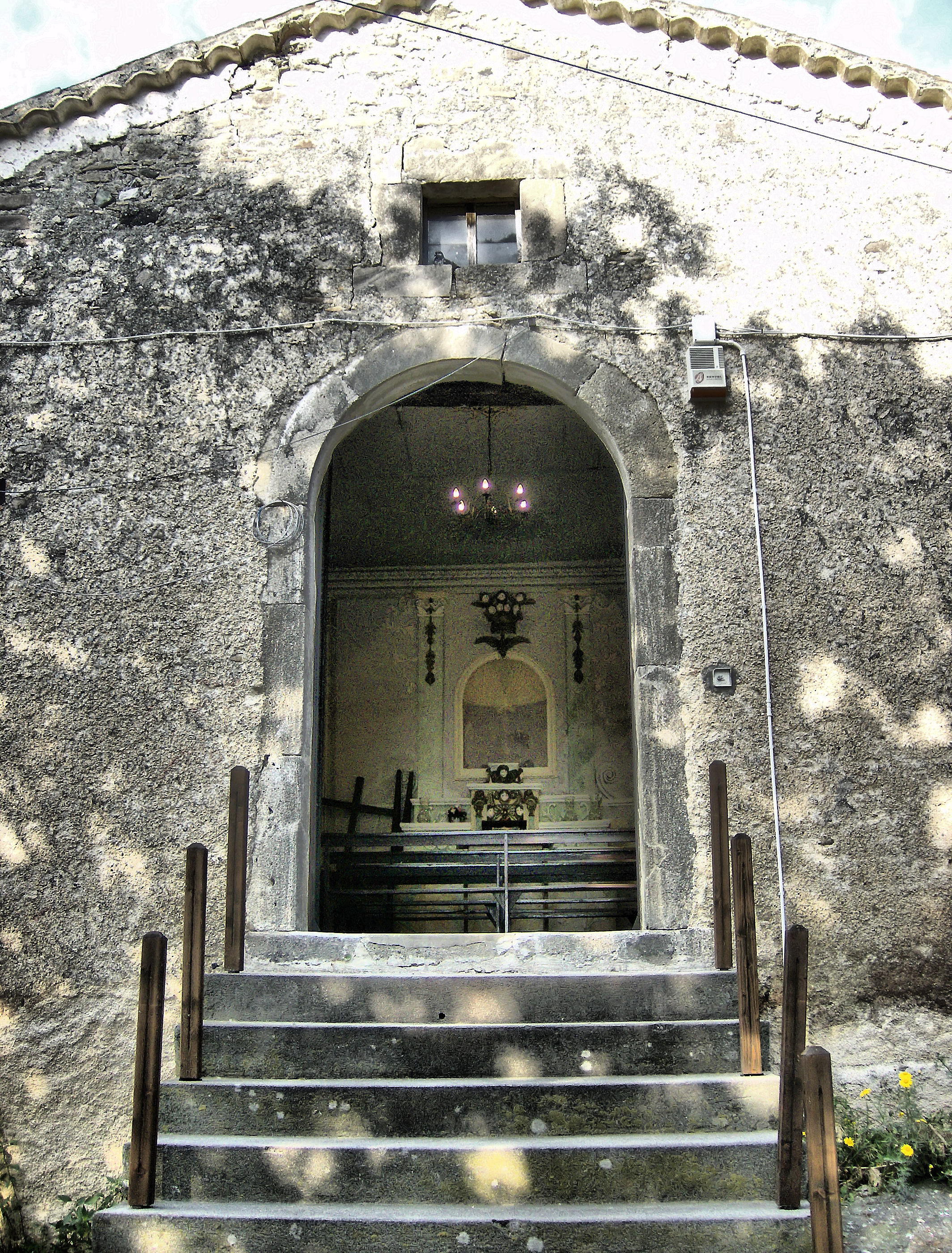
L'église de Santa Fiolmena à Augurato.

L'église principale est dédiée à Saint Pierre Apôtre (1956). La Curie a décidé de construire une nouvelle église en raison de l'augmentation de la population. Le 12 juin 2010 à la présence de l'archevêque de Cosenza-Bisignano, Salvatore Nunnari, et d'autres autorités locales a été finalement inauguré la nouvelle église de Saint Pierre Apôtre.

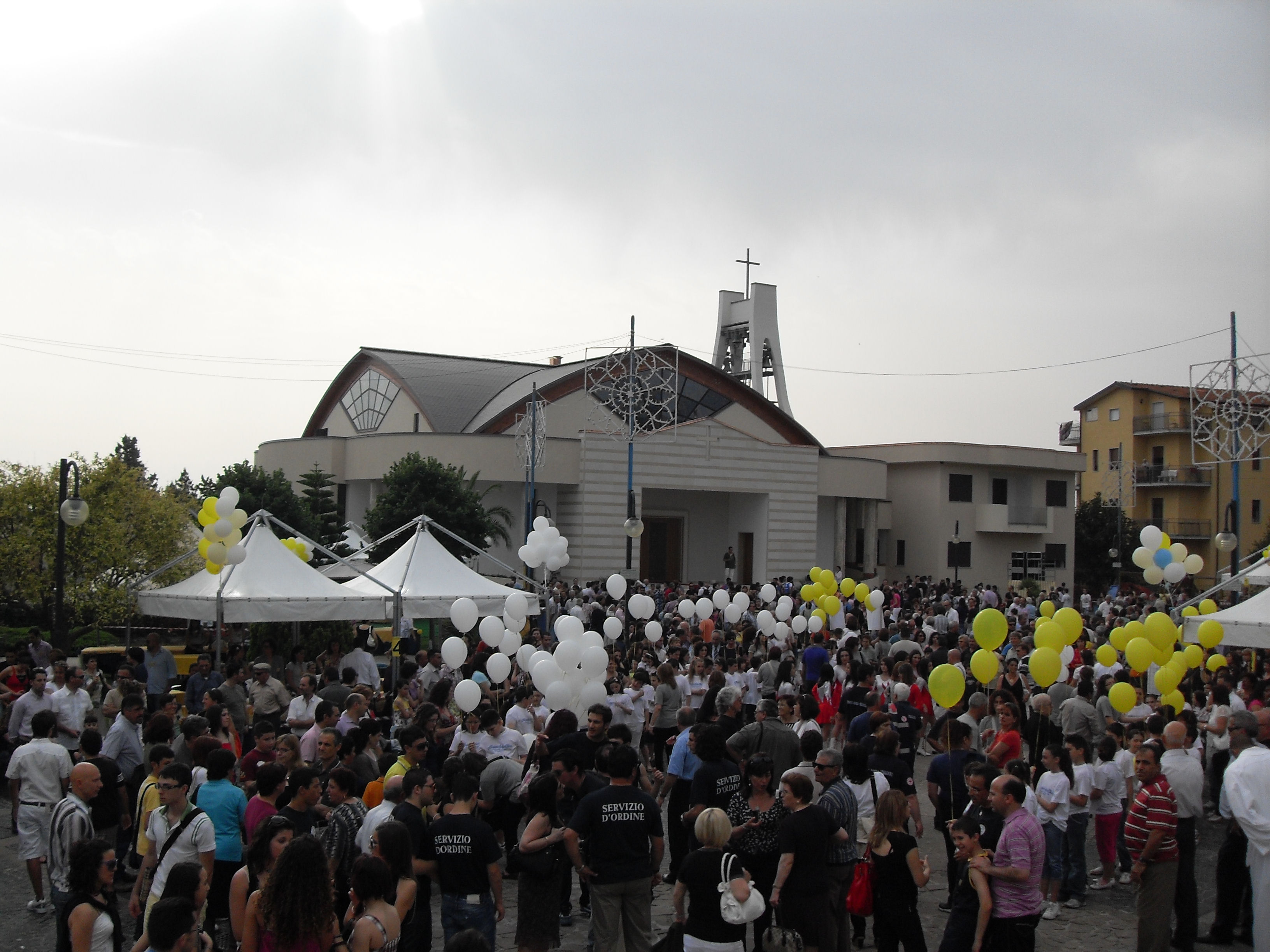
L'inauguration de la nouvelle église de Saint Pierre Apôtre, le 12 juin 2010, en vue du jour.

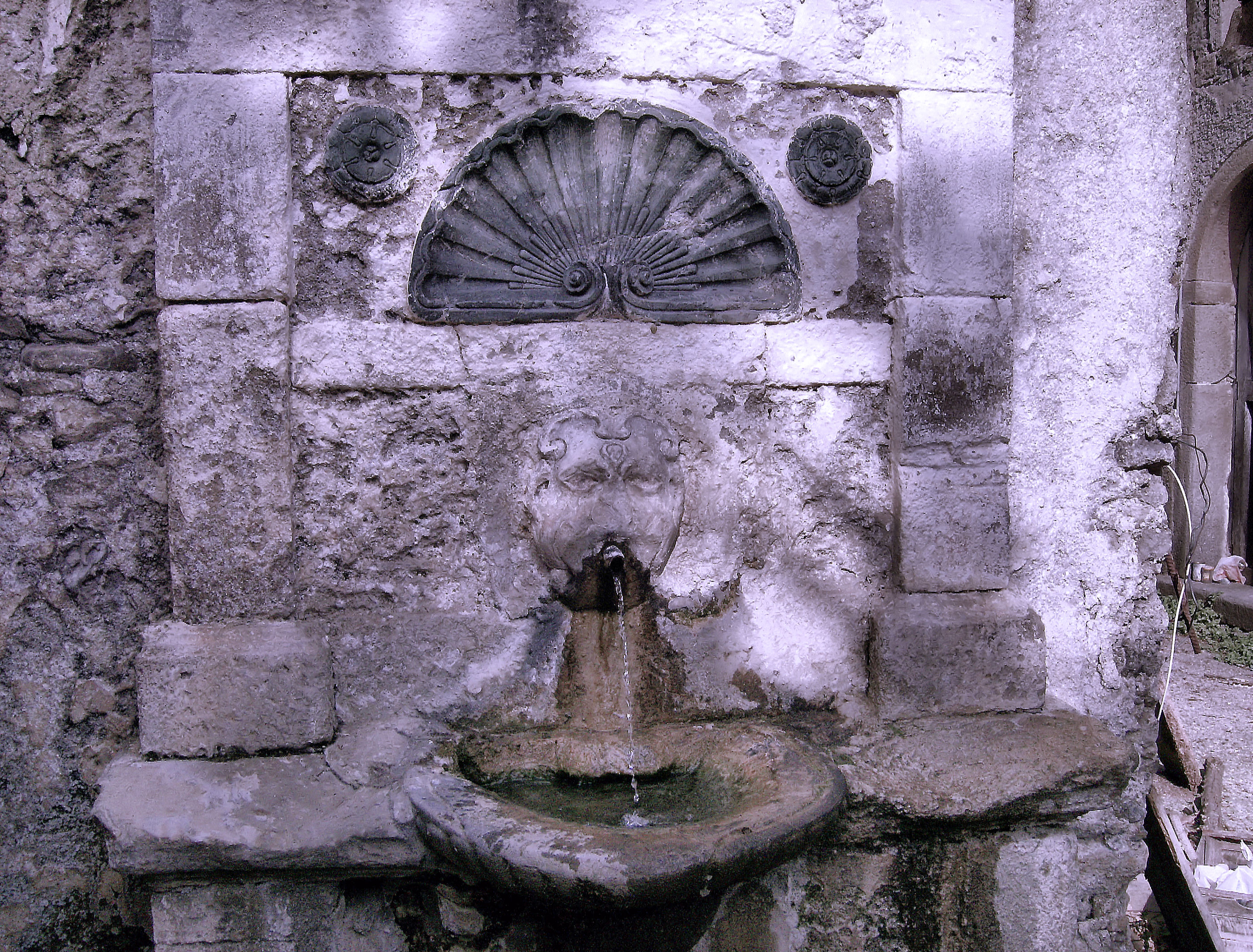
U Peshscaru de la Fontaine (la Fontaine de la Poupée) à Augurato.

### Cuisine locale
Comme toute la cuisine calabraise dérive de l'origine paysanne et marinara. Elle va chez les simples plats et pauvres à gâteaux d'habileté véritable pâtissière, avec un massif j'utilise d'ensaché et de viande porcine.

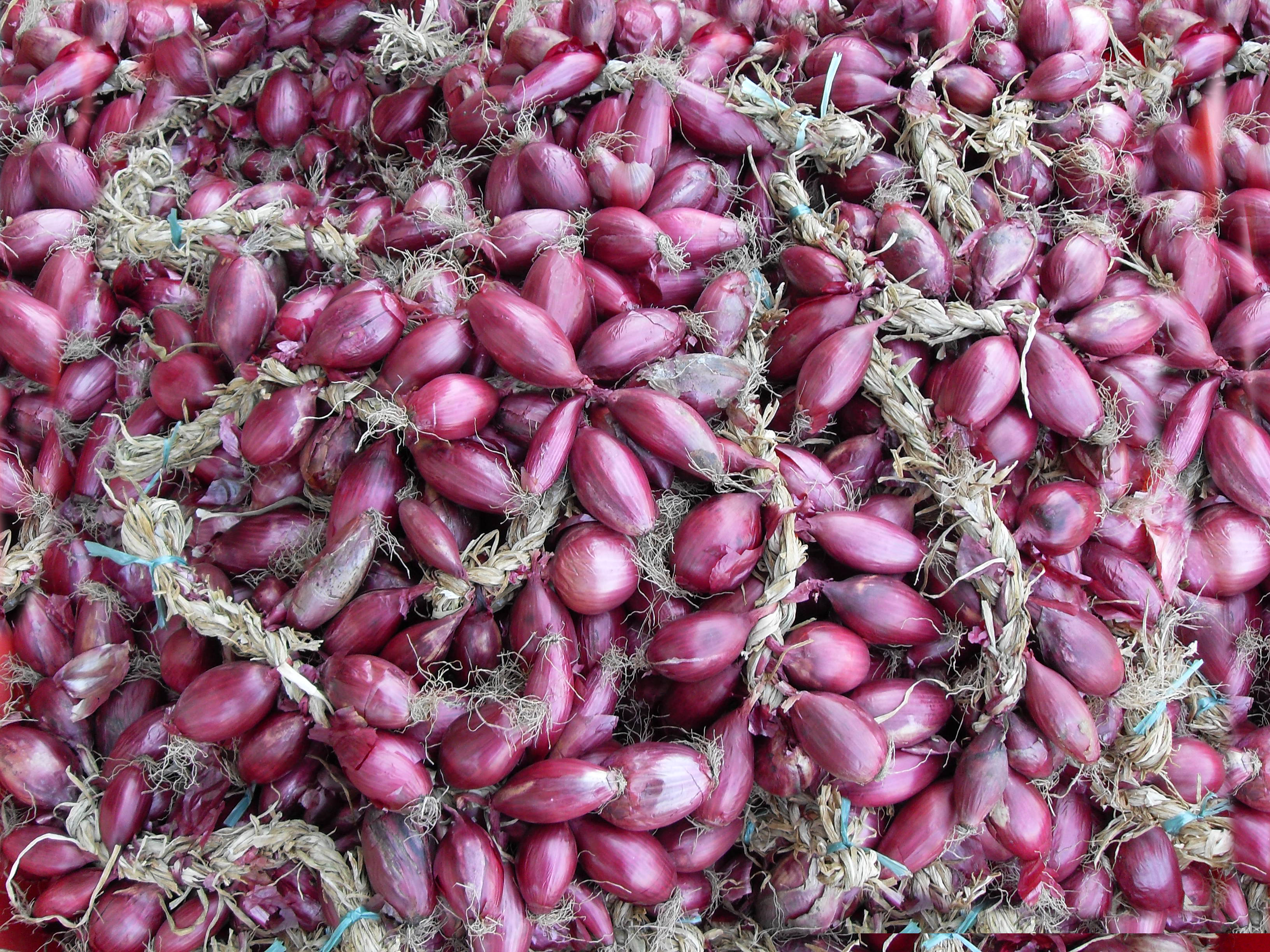
L'Oignon Rouge le Épais Se bécoter de Cygne.

### Cuisine paysanne
La cuisine paysanne a varié plate que quelques-uns sont cités ici entre les plusieurs utilisés :
- Coria (ou Frittule) 'ccu fasuli e cipulle : couenne de cochon avec des haricots et oignons rouges.
- Frittata i Carunevale : il est d'usage que dans le mardi gras chaque famille camporese fasse une omelette de spaghetti avec ricotta frais et saucisse, celui-ci parce que depuis le jour suivant (Mercredi des Cendres) il commence la période de Carême, qu'il déconseille l'usage de la viande.
- Patati 'ccu pipi e mulinciane : pommes de terre frites avec des piments et aubergines, parfois avec l'addition de couennes ou viande de cochon aux estocs.
- Minesstra e fasuli : herbes du potager ou armatiche faits bouillir et soffriggere fait avec des haricots, parfois aussi assaisonnées avec du peperoncino.
- Mulinciane et pummaduari : ce sont les aubergine sott'olio avec l'addition des tomates fraîches, plat typiquement d'été, très rafraîchissant.
- Spezzatinu : c'est le ragoût de cochon avec des pommes de terre aux estocs et assaisonnées avec jus de tomate, typique de la fête patronale.
- Pitticelle : sont des pâtes frites de farine à la forme plate, parfois assaisonnées avec l'addition de fleurs de citrouille ou fettine de courgettes ou olives sott'olio.

### Cuisine de mer

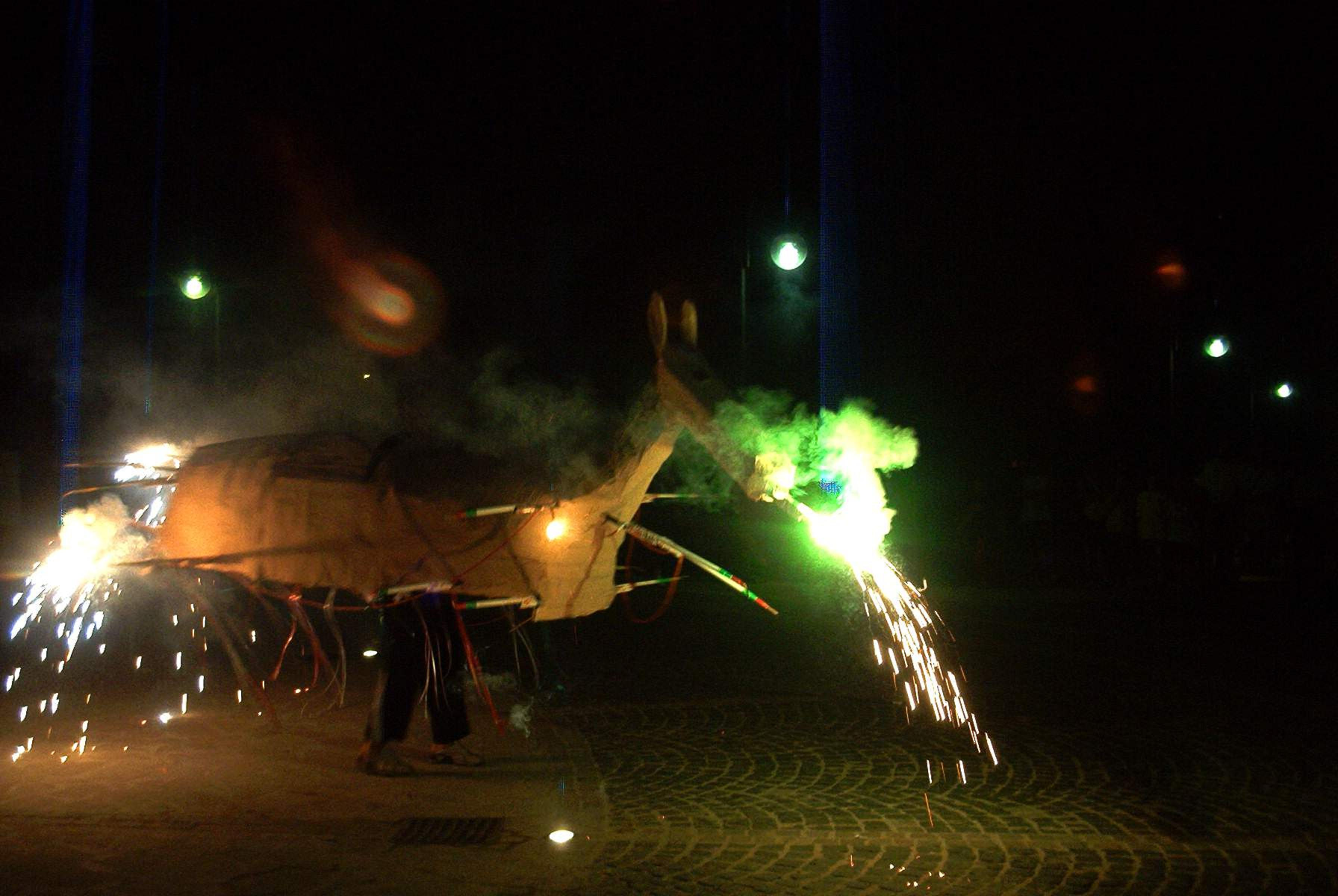
La Danse de « U Ciucciu de San Giuvanni » (l'Âne de Saint Jean-Baptiste).

- Pasta 'mbiancu e baccalà : c'est la pâte avec la morue sèche deliscato fait bouillir et assaisonnée avec l'addition d'huile d'olive, ce plat est typique des temps liturgiques dans lequel la religion prescrit l'abstinence des viandes, (Avent, veille de Noël, Mercredi des Cendres, Vendredi saint, veille de Pentecôte, veille de l'Assomption)
- Baccalà e patati vullute : c'est la morue sèche bouillie dans le jus de tomate avec des pommes de terre coupées aux touches grosses.
- Alici fritte : ce sont les petits anchois faits frire dans l'huile et épicées avec citron ou orange.
- Alici sutt'uaglio : ce sont les anchois sott'olio mis, ils les mangent avec un fettina de pain assaisonné avec origan et pomodorini aux touches.
- Alici 'mpipate : ce sont les anchois mis dans la sauce de piments et peperoncini, aussi celles-ci les mangent avec le pain.

### Gâteaux
Aussi les gâteaux sont présents dans la cuisine camporaise typique.
- Cuzzupa : c'est un gâteau typique de Pâque qu'il peut être simple ou assaisonné, ou avec un œuf de poule au centre.
- Bucchinotti ou Buccunotti : typiques de la tradition calabraise, ils peuvent être soit avec confiture de raisin ou avec du cacao et raisin de Corinthe.
- Pani i castagna : c'est un semblable doux au castagnaccio, mais de dimension plus petite et il est assaisonné plus souvent avec du pinoli, raisin de Corinthe, noix et noisettes.
- Turdilli : frits, typiques de la période de Noël ils ont la forme d'une spirale, ou d'une tresse, et ils sont plongés dans le miel.

### Vins
Dignes de caractéristique ce sont les vins locaux rouges en général, les blancs sont une exception, ils sont à la base du repas camporais, les plusieurs estimé ce sont le Savuto et le Gallo.

### Dialecte
Local Le dialecte a été la rencontre parmi les lancements dialectes calabrais, en être d'à hibridism, ce dialecte a perdu l'originalité au cours des années, de quand autres mots qui les émigrants précédents et ce ont immigré a été ajouté qu'ils ont pris l'as contribution linguistique.

### Folklore
As dans tous les coins de Calabre, le folklore est présent dans la tradition du territoire, des tarentelles dans le Patron party aux plus petits partis et les Cuntaturi qui seraient des bardes de l'as qui comptent d'histoires de vie rurale. C'est aujourd'hui tout tradition que le Cuntaturi est choisi par les enfants par le vieil homme local parmi les enfants plus tranchants et vivaces : ils doivent en effet représenter la mémoire collective pour le futur. Il y a aussi dans la place des légendes il a qu'assez a existé vraiment des gens il vit ; ceux-ci quelquefois histoires du compte de ruse cachées à la nature du nigaud ou quelque autre de fou du pays qui était la risée locale, mais qu'à la fin des billets ils se sont avérés pour être des gens sur cela pour faire la confiance quand ils n'étaient pas nous alternative.

### Personnalités
- Angelo Vadacchino, partisan, paysan et militant politique, appelé par le camporaises « Mastr'Angelo », (1890-1976).
- Fabrizio Filippo, acteur américano-canadien et scénariste.
- Fabián Mazzei, acteur argentin.
- Jérôme Ruggiero, styliste italien né en Belgique ; son père, Bonaventura, est né au quartier Cozza.

## Manifestations
- Fête du saint patron, saint François de Paule, tous les ans du 1er au 3 septembre, clôturée par un spectacle pyrotechnique.
- Fête du saint Jean-Baptiste, tous les ans le 24 juin, clôturée par un spectacle pyrotechnique et la des poupees du « Ciucciu » (Danse de l'âne).